# NSS-12
O NSS-12 é um satélite de comunicação geoestacionário europeu construído pela Space Systems/Loral (SS/L). Ele está localizado na posição orbital de 57 graus de longitude leste e é operado pela SES. O satélite foi baseado na plataforma LS-1300 e sua expectativa de vida útil é de 15 anos.

## História
A Space Systems/Loral (SS/L) anunciou em maio de 2007 que foi adjudicado um contrato para a fabricação de um novo satélite para a SES New Skies, uma então subsidiária da SES Global. O NSS-12 é usado para fornecer os serviços de comunicação para provedores de telecomunicações, emissoras, empresas e governos na Europa, África, Oriente Médio, Índia e outras partes da Ásia.
O NSS-12 foi o primeiro contrato de satélite que SES New Skies concedeu a SS/L. O mesmo é um satélite state-of-the-art híbrido nas bandas C e Ku que está localizado em 57 graus de longitude leste sobre o Oceano Índico. Com base na plataforma LS-1300, está equipado com 40 transponders em banda C e 48 em banda Ku de alta potência ativos (equivalentes a 36 MHz) para ajudar a manter e aumentar a capacidade da empresa de rede de comunicações via satélite a nível mundial.

## Lançamento
O satélite foi lançado com sucesso ao espaço no dia 29 de outubro de 2009, às 20:00 UTC, por meio de um veículo Ariane-5ECA, lançado a partir do Centro Espacial de Kourou, na Guiana Francesa, juntamente com o satélite Thor 6. Ele tinha uma massa de lançamento de 5.620 kg.

## Capacidade e cobertura
O NSS-12 está equipado com 48 transponders em banda Ku de alta potência e 40 em banda C ativos para prestar serviços de comunicações para operadoras de telecomunicações, empresas de radiodifusão, corporações e governos na Europa, África, Oriente Médio, Índia e outras partes da Ásia.